# Théâtre dramatique russe d'Etat d'Azerbaïdjan
Le Théâtre dramatique russe d'Etat d'Azerbaïdjan (azéri : Səməd Vurğun adına Azərbaycan Dövlət Akademik Rus Drama Teatrı, russe : Азербайджанский государственный русский драматический театр имени Самеда Вургуна) réalise ses activités à partir de l’année 1920.

## Histoire
En 1956, le théâtre a été nommé en l'honneur de Samad Vurgun. Actuellement, des œuvres de classiques du monde et d'écrivains azerbaïdjanais sont mises en scène sur la scène du théâtre. Les artistes connus comme Fuad Poladov, Nodar Chachikoğlu, Hacı Murat Yegizarov, Mabud Meherremov, Lyudmila Duhovnaya travaillent au sein du théâtre.